# جيامباتيستا بينيديتي
جيامباتيستا بينيديتي (بالإنجليزية: Giambattista Benedetti)‏ (و. 1530 – 1590 م) هو رياضياتي، وفيزيائي، ومهندس معماري، وعالم موسيقى، وعالم فلك، ومنظر موسيقى من جمهورية البندقية . ولد في البندقية .
توفي في تورينو ، عن عمر يناهز 60 عاماً.